# Suides Herpesvirus 1
Das Suide Herpesvirus 1 (englisch Suid alphaherpesvirus 1, SuHV-1; Spezies Varicellovirus suidalpha1) – früher auch als Pseudorabies-Virus (engl. Pseudorabies virus, PrV), Pseudowut-Virus und Aujeszky-Virus bezeichnet – ist ein Virus, das bei Hausschweinen die Pseudowut (Aujeszky-Krankheit) verursacht. Es hat ein für Herpesviren ungewöhnlich breites Wirtsspektrum.

## Merkmale
SuHV-1 ist membranumhüllt und enthält doppelsträngige DNA (dsDNA) und ein ikosaedrisches Kapsid mit 162 Kapsomeren; das Virion ist 150–200 nm im Durchmesser groß. SuHV-1 gehört zur Gattung Varicellovirus, und damit zur Unterfamilie Alphaherpesvirinae innerhalb der Familie Orthoherpesviridae. Mit dem humanpathogenen Varizella-Zoster-Virus (Varicellovirus humanalpha3) ist es nahe verwandt, und auch die Herpes-simplex-Viren (Gattung Simplexvirus) gehören zur selben Unterfamilie; mit diesen Viren teilt sich SuHV-1 einen großen Teil seines Genoms.
Der Reservoir- bzw. Hauptwirt des SuHV-1 ist das Hausschwein, an welchen es wie alle Herpesviren gut angepasst ist. Es können allerdings die meisten Säugetiere, ausgenommen höhere Primaten inklusive des Menschen, infiziert werden. Bei der Übertragung auf Säugetiere außerhalb des natürlichen Wirtes, kommt es zu tödlich verlaufenden, generalisierten Infektionskrankheiten.
Der Mensch gilt allgemein als unempfänglich gegenüber dem Virus. Allerdings sind seit 2011 in China Stämme identifiziert worden, die auch verschiedene akute Infektionen bei Menschen verursacht haben, wie Endophthalmitis oder eine Herpes-simplex-artige Enzephalitis. Die Sterblichkeit ist je nach Krankheitsbild variabel; ein einförmiger, tödlicher Verlauf wie bei den meisten übrigen Fehlwirten (Aujeszky-Krankheit) wurde nicht beobachtet. Die Ansteckung erfolgte überwiegend über infizierte Hausschweine. Auch vor 2011 wurden bereits sporadische Infektionen mit unspezifischen Symptomen beim Menschen beobachtet; die Ansteckung erfolgte auch hier über infizierte Tiere.
Die neuen Varianten-Stämme haben auch seit 2011 zu einer erneuten Zunahme von Infektionen bei Hausschweinen in China geführt.

## Geschichte
SuHV-1 wurde erstmals 1902 vom ungarischen Veterinär Aladár Aujeszky wissenschaftlich beschrieben, weswegen die von ihm ausgelöste Krankheit unter anderem auch als Aujeszky’sche Krankheit bezeichnet wird. Die ersten beschriebenen Fälle stammen aus dem frühen 19. Jahrhundert in den USA, wo die Krankheit wegen der Symptomatik mad itch genannt wurde. In Europa hingegen wurde die Krankheit als Pseudowut bzw. im englischen Sprachraum als pseudorabies bezeichnet, da die Symptome bei Kaninchen denen der Tollwut ähneln. Die virale Natur des PrV wurde kurz nach seiner Entdeckung bestätigt. Erst in den 1930er Jahren wurde es als Auslöser der mad itch identifiziert und das Schwein als für dieses empfänglich und natürlicher Wirt beschrieben.
Durch seine breite Wirtspalette und die hohe Homologie innerhalb der Orthoherpesviridae avancierte das SuHV-1 zu einem wichtigen Modellvirus, um die Herpesvirus-Biologie in Zellkulturen und im natürlichen Wirt zu untersuchen. Außerdem findet das SuHV-1 Anwendung in der Erforschung von neuronalen Netzwerken, da es durch seine neurotropen Eigenschaften als neuronaler Tracer verwendet werden kann.

## Genom
Das Genom des SuHV-1 wurde im Jahr 2004 komplett sequenziert und hat einen ungewöhnlich hohen GC-Gehalt von durchschnittlich 74 % bei insgesamt etwa 143.000 Basenpaaren (143 kbp). Es ist wie bei allen Alphaherpesviren in vier generelle Strukturkomponenten eingeteilt: die Unique-short-Region (US oder USR) und die Unique-long-Region (UL oder ULR), welche Einzelkopiegene enthalten, und zwei Inverted-Repeat-Sequenzen. Eine dieser Sequenzen befindet sich zwischen US- und UL-Region und wird darum als Internal-Repeat-Sequenz bezeichnet (IRS), während die andere sich am Ende des Genoms befindet und somit als Terminal-Repeat-Sequenz (TRS) bezeichnet wird. Dadurch, dass die US-Region von Inverted-Repeat-Sequenzen flankiert wird, gibt es zwei Isomere des Genoms mit gegensätzlich orientierten US-Regionen. Die biologische Relevanz dieser Isomere ist allerdings unklar.
Es wurden über 70 offene Leserahmen identifiziert, die für 70 virale Proteine kodieren. Etwa die Hälfte davon wurden als Strukturproteine beschrieben. Die Anordnung der Leserahmen ist größtenteils kolinear zum HSV-1. Die einzige Ausnahme ist eine Inversion von etwa 40 kbp, welche die Gene UL27 bis UL44 betrifft.

## Pathogenese

### Infektion bei Schweinen (Hauptwirt)
Bei Schweinen erfolgt die Übertragung hauptsächlich oronasal. Die Ausbreitung in das Zentralnervensystem verursacht bei dortiger Replikation eine nicht-eitrige Meningoenzephalitis. Die Schwere der Erkrankung ist abhängig von der Virulenz des Stammes sowie vom Alter und Immunstatus der infizierten Tiere. Je älter ein Tier ist, desto schwächer sind apparente Symptomatik und zentralnervöse Symptome. Stattdessen nehmen respiratorische Symptome zu. Zum Krankheitsbild gehören Fieber, Appetitlosigkeit, Antriebslosigkeit, Husten, Schnupfen, Krämpfe, Zittern und Lähmungen (vor allem der Hinterbeine). Saugferkel zeigen schwere zentralnervöse Erscheinungen und die Mortalitätsrate liegt in den ersten Lebenswochen bei nahezu 100 %, während sie bei erwachsenen Tieren nur noch bei 1–2 % liegt. Infizieren sich tragende Sauen mit dem SuHV-1, führt dies in den meisten Fällen zum Absterben des Embryos, zu Totgeburten oder zu mumifizierten Föten.
Nach einer überstandenen akuten Infektion liegt das Virus, wie auch bei allen anderen Herpesviren, lebenslang latent im Wirt vor und wird bei Reaktivierung ausgeschieden.

### Infektion bei Nebenwirten
Obwohl die meisten Säugetieren wie Rinder, Schafe, Hunde, Katzen, Nagetiere, Kaninchen, Meerschweinchen, Kojoten, selten auch Pferde und Ziegen für das SuHV-1 empfänglich sind, sind der Mensch und höhere Primaten in vivo aus unbekannten Gründen immun. Auch Hühner können vom SuHV-1 befallen werden. Nach dem Konsum von SuHV-1-infiziertem Fleisch können auch Raubtiere wie Bären und Wildkatzen infiziert werden.
In allen Nebenwirten verläuft eine Infektion binnen weniger Tage tödlich. Die Symptome sind dabei schnell ansteigendes Fieber und starker Juckreiz an der Stelle des Virus-Eintritts. Dieser Juckreiz kann bis zur Selbstverstümmelung führen, weswegen die Pseudowut in den USA als mad itch („verrücktes Jucken“) bezeichnet wurde.

## Impfung
Impfstoffe gegen das SuHV-1 sind verfügbar, aber sie schwächen lediglich die Symptome und minimieren die Ansteckung. Einer der SuHV-1-Impfstoffe (OMNIVAC-PRV) war der weltweit erste eingesetzte, rekombinant hergestellte Lebendimpfstoff.
In Deutschland wurde 1989 ein SuHV-1-Ausrottungsprogramm gestartet, welches dazu führte, dass Deutschland seit 2001 offiziell SuHV-1-frei ist.

## Auftreten in Deutschland
Am 6. Mai 2022 wurde in Medienberichten darüber informiert, dass bei der Stichprobenkontrolle eines Wildschweins im Raum Rottenburg an der Laaber (Landkreis Landshut) das Virus nachgewiesen wurde. Es wurde vor dem  Risiko der Infektion von Haustieren gewarnt und zur Umsetzung und Einhaltung von Vorsichtsmaßnahmen aufgerufen. Bereits Ende 2021 waren bei einem im Landkreis Dillingen erlegten Wildschwein Antikörper gegen das Virus nachgewiesen worden.